# Schamil Altajewitsch Sabirow
Schamil Altajewitsch Sabirow (russisch Шамиль Алтаевич Сабиров, wiss. Transliteration Šamil' Altaevič Sabirov; * 4. April 1959 in Karpinsk, Oblast Swerdlowsk) ist ein ehemaliger sowjetischer Boxer.
1978 nahm Sabirow an den Amateurweltmeisterschaften in Belgrad teil, scheiterte allerdings durch einen Erstrunden-KO schon in der Vorrunde. 1979 in Köln wurde er im Alter von 20 Jahren Europameister im Halbfliegengewicht. Im Finale besiegte er dabei den Vertreter der DDR, Dietmar Greilich. Er nahm daraufhin an den Olympischen Spielen 1980 in Moskau teil und gewann die Goldmedaille in seiner Gewichtsklasse. Bei der Europameisterschaft 1981 in Tampere erreichte er einen dritten Platz, dort unterlag er im Halbfinale dem Bulgaren Ismail Mustafow. 1982 scheiterte er bei der Weltmeisterschaft in München erneut bereits in der Vorrunde.